# Producte de guany-amplada de banda
Parlant d'amplificadors operacionals el terme producte de guany-amplada de banda (gain-bandwidth product, GBWP en anglès) és el resultat de multiplicar el guany d'un amplificador en llaç obert i l'amplada de banda.

## Importància en el disseny
Aquesta quantitat acostuma a emprar-se per a amplificadors operacionals i permet als dissenyadors de circuits determinar el guany màxim que es pot obtenir d'un element per a una determinada amplada de banda i a l'inrevés.
En afegir circuits LC a l'entrada i sortida d'un amplificador el guany augmenta i l'amplada de banda disminueix, però el producte es manté constant.

### Teoria
El producte de guany-amplada de banda es pot entendre des d'un punt de vista de conservació de l'energia. La diferència entre la potència del senyal de sortida i el d'entrada no pot superar mai la potència d'alimentació de l'amplificador. Matemàticament
{\displaystyle P_{out}-P_{in}\leq P_{DC}}
on Pout és la potència total del senyal de sortida de l'amplificador, Pin és la potència total del senyal d'entrada i PDC és la potència total d'alimentació subministrada a l'amplificador.
En la pràctica, la igualtat en l'expressió anterior mai s'assoleix, ja que hi ha pèrdues per dissipació tèrmica. D'aquesta manera, aquesta expressió representa una cota superior teòrica sobre quanta amplificació (p. ex. guany) es pot obtenir de l'aparell. Podem expressar la potència total dels senyals d'entrada i sortida com la integral de les seues respectives densitats d'espectrals de potència. Si s(t) és el senyal d'entrada en funció del temps, i S(ω) és la seua densitat espectral de potència i G(ω) és la funció de guany de potència de l'amplificador, podem reescriure l'equació anterior com a:
{\displaystyle \int G(\omega )S(\omega )\,d\omega -\int S(\omega )\,d\omega \leq P_{DC}}
agrupant,
{\displaystyle \int [G(\omega )-1]S(\omega )\,d\omega \leq P_{DC}}
Si el guany de l'amplificador és molt més gran que la unitat a l'amplada de banda de treball, aquesta expressió es pot aproximar com:
{\displaystyle \int G(\omega )S(\omega )\,d\omega \leq P_{DC}}
A més, si tant el guany com l'espectre del senyal són constants a la banda d'interès d'amplada BW, l'equació esdevé:
{\displaystyle G\times BW\leq P_{DC}/S}
La potència de l'alimentació disponible a l'amplificador pot ser usada per un gran guany en una amplada de banda limitat o un guany limitat en gran amplada de banda. També observem que per a una potència d'alimentació fixa, els majors guanys al senyal s'aconsegueixen amb un senyal d'entrada feble. Per a aconseguir guanys més alts a senyals ja amplificats, serà necessària més potència d'alimentació.

### Exemples
Si el GBWP d'un amplificador operacional és d'1 MHz, significar que el guany del dispositiu disminueix fins a la unitat operant amb una amplada d'1 MHz. De la mateixa manera, si el dispositiu està configurat per a un guany unitari, funcionarà amb una amplada de banda de fins a 1 MHz sense distorsionar excessivament el senyal. El mateix aparell treballarà només fins a 100 kHz quan estigui configurat per a un guany de 10, d'acord amb la fórmula.